# Хелен Банерман
Хелен Броди Кауан Банерман ( 25. фебруар 1862 − 13. октобар 1946) била је шкотска ауторка књига за децу. Најпознатија је по својој првој књизи Мали црни Самбо (1899).

## Живот
Хелен Банерман је рођена у Единбургу. Била је најстарија ћерка и четврто од седморо деце Роберта Буга Вотсона (1823−1910), свештеника Слободне цркве Шкотске и малаколога, и његове супруге Џенет (1831−1912), ћерке Хелен Броди и произвођача папира и филантропа Александра Кауана.  Између 2. и 12. године живела је на Мадеири, где је њен отац био свештеник у шкотској цркви. Када се породица вратила, провели су много времена са тетком по мајци, госпођом Кауван, на Калтон Хилу.
Будући да жене нису биле примане на британске универзитете, полагала је екстерне испите које је поставио Универзитет Ст. Ендрјус, стичући квалификацију Lady Literate in Arts (диплома из области уметности) 1887. године. Потом се удала за др Вилијама Бернија Банермана, лекара и службеника у Индијској медицинској служби (ИМС). Пар се потом преселио у Индију 1889. године, настанивши се у Мадрасу (данашњи Ченај), главном граду државе Тамил Наду на југоисточној обали мора, насељеној углавном тамилском етничком групом. Током 30 година боравка у Индији имали су четворо деце: кћерке Џенет (рођ. 1893) и Деј (р. 1896) и синове Џејмса "Пат" Патрика (рођ. 1989) и Роберта (р. 1902).
Умрла је у Единбургу 1946. године од церебралне тромбозе. Сахрањена је са супругом на гробљу Грејнџ у јужном Единбургу.
Била је бака физичара Тома Киблеа, који је открио Хигс-Киблеов механизам и Хигсов бозон .

## Радови
Илустрације и поставке књига Хелен Банерман говоре о Индијцима и њиховој култури. Мали црни Самбо помиње масло, тигрове, и базар, Прича о малом црном Мингу помиње џунглу, индијског крокодила, Доби касту, и мунгосе, Мала црна Куаша помиње базар и тигрове, а Прича о Малој црној Куиби помиње манго и слонове.
Критичари тог времена приметили су да Банерманова представља једног од првих црних јунака у дечјој књижевности и сматрали су да књига позитивно приказује црне ликове и у тексту и на сликама, посебно у поређењу са књигама тог доба које су обојене приказивале као једноставне и нецивилизоване.

## Списак
- Прича о малом црном Самбу, 1899 [5] [6]
- Прича о малом црном Мингу, 1901
- Прича о малој црној Куиби, 1902 [7]
- Мали Degchie-Head: Грозно упозорење лошем Бабасу, 1903
- Мали котлић, 1904
- Пат и паук, 1905
- Прича о задиркиваном мајмуну, 1907
- Мали црни Куаша, 1908
- Прича о малом црном репу, 1909
- Самбо и близанци, 1936